# Jean de Montauban
Jean VI de Montauban, ou de Cordemais, dit Le Goust, né vers 1550, mort vers 1615, est un chef de guerre royaliste, qui s'est rendu célèbre en occupant le château de Blain, contre la Ligue et les Espagnols, pendant les guerres de religion entre 1576 et 1596.

## Biographie

### Origines
La seigneurie du Goust entra, vers 1500, dans la maison de Montauban, issue de celle de Rohan, dont elle portait les armes, brisées d'un lambel d'argent à quatre pendants. Après Guillaume do Montauban, la seigneurie appartint à son fils Guillaume, deuxième du nom, qui épousa Orfraise de Sérent, dont il eut un fils nommé Esprit de Montauban qui servit le duc François II, sa fille Anne de Bretagne, et les rois Charles VIII  et Louis XI. Ce dernier mourut vers 1512. Il eut un fils nommé Louis de Montauban; celui-ci avait pour tuteur le chancelier Philippe de Montauban. La terre du Goust fut donnée en partage à Esprit de Montauban et passa ensuite à son fils et son petit-fils, Louis et François.

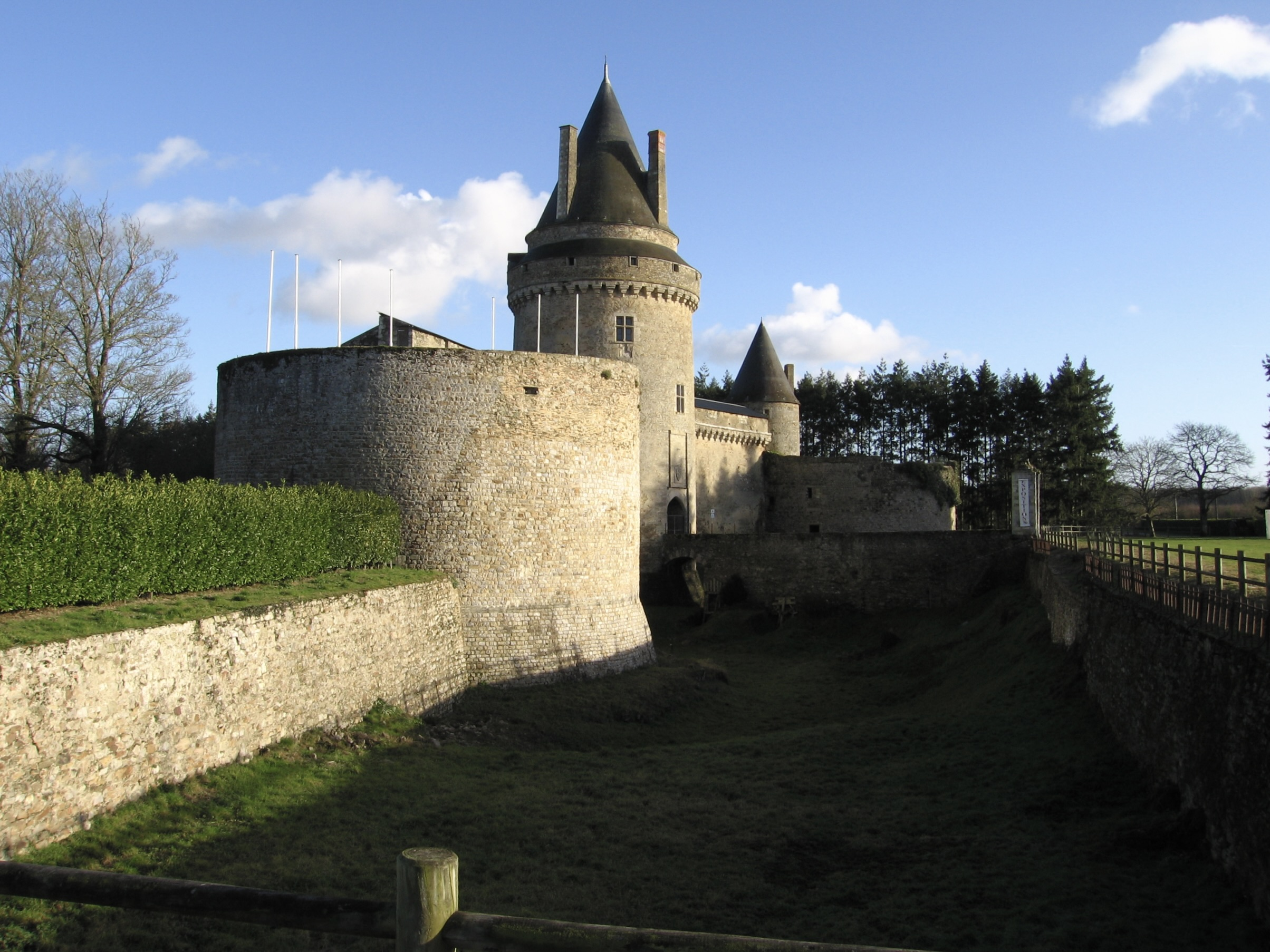
Château des Rohans, à Blain

### Voisin des Rohan
Seigneur du château du Goust, ancienne place forte, construite sur le passage d'une voie romaine à Malville, le chevalier Jean de Montauban est fils de François et Marguerite de Plouër. Il avait pour frères et sœurs : Louis, aveugle-né qui mourut sans alliance ; Françoise, qui épousa Gilles du Bois-Riou et Charles de Montauban, seigneur de l'Aujardière. Il fut mandaté par les Rohan pour veiller sur leur château de Bretagne. Or, à peine Blain, avait-il été déserté par René II de Rohan, le duc de Mercœur, ligueur acharné, s'en était emparé sans combat en 1585. Le catholique y avait laissé un poste de commandement de 25 hommes, dirigés par Le Capitaine La Bouillonière.
La même année, de Goust avait représenté la noblesse bretonne au parlement de Nantes.

### Prise et défense de Blain
Fin mai 1589, apprenant que Jean de Montauban fortifie son château, Mercœur décida de l'attaquer. Mais De Goust le devança en attaquant Blain le 27 mai avec 45 hommes. Au même moment, les Ligueurs nantais tentèrent de s'emparer du château de Goust avec le concours des troupes de Mercœur. Un vicaire de Cordemais, un nommé Montsur dit Grenotière avec une escouade d'habitants du cru recrutés avec de l'argent de la ville de Nantes attaqua le manoir du Goust laissé vide par Montauban. Il semble que leur attaque fit long feu car on retrouve Montsur prisonnier des navarristes en 1590. Il fera d'ailleurs l'objet d'un échange (cité dans Travers et dans l'histoire de Clisson de Berthou) entre les deux camps.
D'après Agrippa d'Aubigné, De Goust patienta six heures dans le jeu de Paume du château de Blain et s'en empara avec six de ses compagnons seulement, dont son frère. Rejoint par quelques réformés, sa tentative réussit aisément.
Mercœur en fit alors le siège, aidé par 600 arquebusiers, mais, ayant laissé à De Goust le temps de faire quelques provisions, il ne put s'en rendre maître.
Henri III, dénonçant la rébellion de Mercœur, les catholiques fidèles au roi abandonnèrent le parti de ce duc dont les lettres patentes d'Henri III dénonçaient les exactions. Jean de Montauban devint alors officiellement capitaine et gouverneur de Blain.

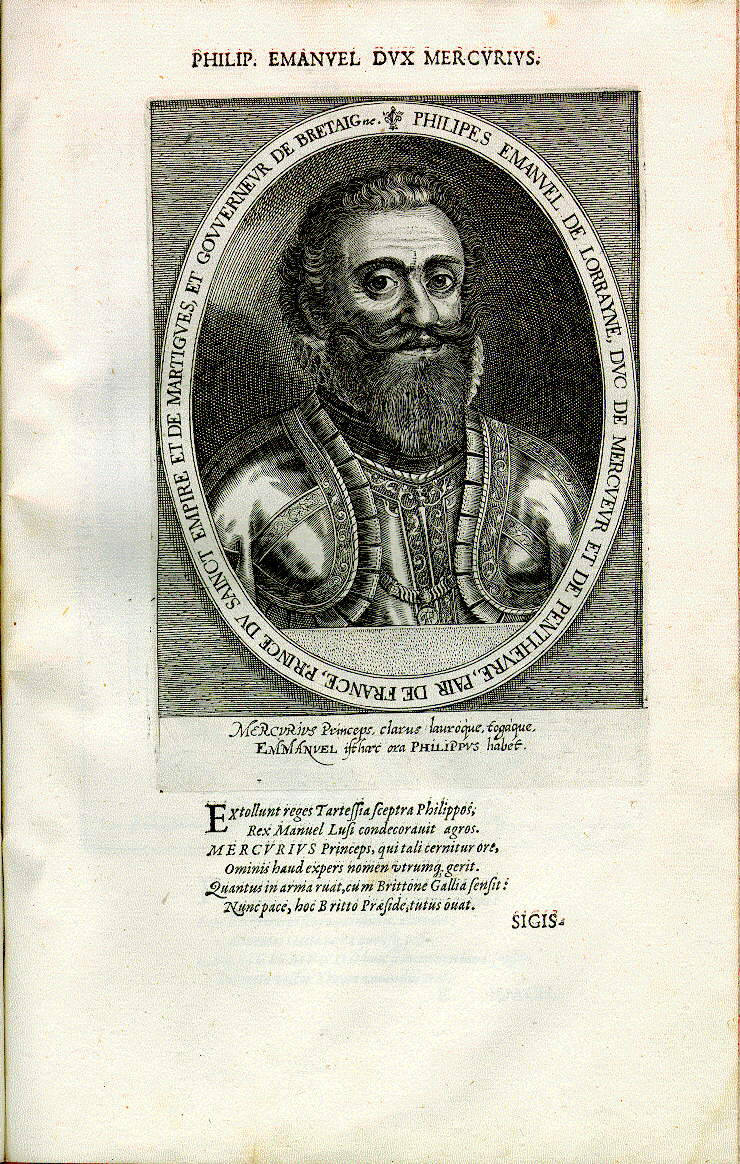
Philippe Emmanuel de Mercœur

Plusieurs tentatives de le déloger se succédèrent sans succès dans les mois qui suivirent sa prise de pouvoir, notamment celle de François Le Fesles, Seigneur de Guébriand, chevalier au service de Mercœur, qui s'était soumis Beauvoir sur Mer et les fiefs de Françoise de Rohan en 1586, et voulait encore s'emparer de Blain. Après qu'Henri III lui eut refusé la main de la duchesse de Loudun, cet ambitieux breton avait eu l'idée astucieuse de faire entrer dans le château une parente de Jean de Montauban, acquise à la cause des Mercœur et recrutée par la duchesse de Mercœur. Cependant, cette demoiselle de Salmonaye, une fois introduite dans la place fut démasquée et retournée, de sorte que De Goust parvint ce coup-ci à capturer 67 hommes du Seigneur de Guébriand.
Il s'ensuivit que, pour nourrir les otages de De Goust, les troupes de Mercœur durent également nourrir sa garnison, et tolérer ses excursions dans les environs au détriment de leurs propres positions...
Toujours en 1589, Guébriand se porta soutenir les efforts de Mercœur contre l'arrivée du prince de Dombes, Henri de Bourbon ; ses troupes, livrées à elles-mêmes, furent alors démantelées, et décimées, par le chevalier de Goust.

### Soutenu par Henri III
Une ordonnance du prince de Dombes confirme De Goust dans sa possession de Blain :
«  Henry de Bourbon, prince de Dombes, gouverneur du Dauphiné et lieutenant-général pour Sa Majesté, en ses armées et pays de Bretagne, salut. Comme pour empecher les desseings et entreprinses des ennemys et rebelles à sa dicte Majesté et retrancher les courses qu'ilz font sur les bons et fidèles subjectz, mesme s'opposer aux sorties de la ville de Nantes, pratiques et menées qu'ilz font pour s'emparer et surprendre des villes et places fortes de cette province, nous ayons estably une bonne et forte garnison au chasteau de Bleing, commandée par le sieur du Goust, capitaine et gouverneur de la dicte place, composée de cent chevaux légers, et trois cents harquebuziers à cheval ; laquelle désirant entretenir et leur donner moyen de faire la guerre contre les dictz ennemys, il auroit été ordonné faire pour le peu de moyens qu'il y a de fournir au payement et entretenement des dits gens de guerre des finances de Sa Majesté, pour n'y avoir aucun fond à présent, de faire lever la somme de huit mil escuz sur les parouessiens du comté Nantois de ça la rivière de Loire, à scavoir depuis Ancenis jusques à Redon, Guérande et Nantes. A ceste cause nous vous avons commis et député, commettons et députons par cestes présentes, pour imposer et esgailler sur chacune des parouesses dudit comté de Nantes de sa la rivière de Loire, ainsy qu'il est dict cy-dessus, le fort portant le faible et plus esgallement que faire se pourra, la dicte somme de huit mil escuz, laquelle sera mise es mains de Paul Grouard par nous commyns à cest effect, pour estre par led. Grouard satisfaict au payement desd. gens de guerre suyvant Testât qui en a esté cy-devant expédié, et desquels il sera comptable au trésor de l'extraordinaire des guerres, ou son commis près de nous, et sera tenu de rapporter bons de quittances à sa descharge. De ce faire nous avons donné pouvoir, auctorité et commission par cestes présentes, mandons à tous qu'il appar- tiendra, qu'à vous en ce faisant ilz obeyssent, prestent tous conseils, confort et ayde, et au premier huyssier ou sergent sur ce requis, meptre decie et entière exécution les mandements qui seront par vous faictz. Donné à Rennes soubz nostre signe et scel de nos armes le seiziesme jour d'octobre mil cinq cens quatre vingtz et ncuf. Signé Henry de Bourbon.  »

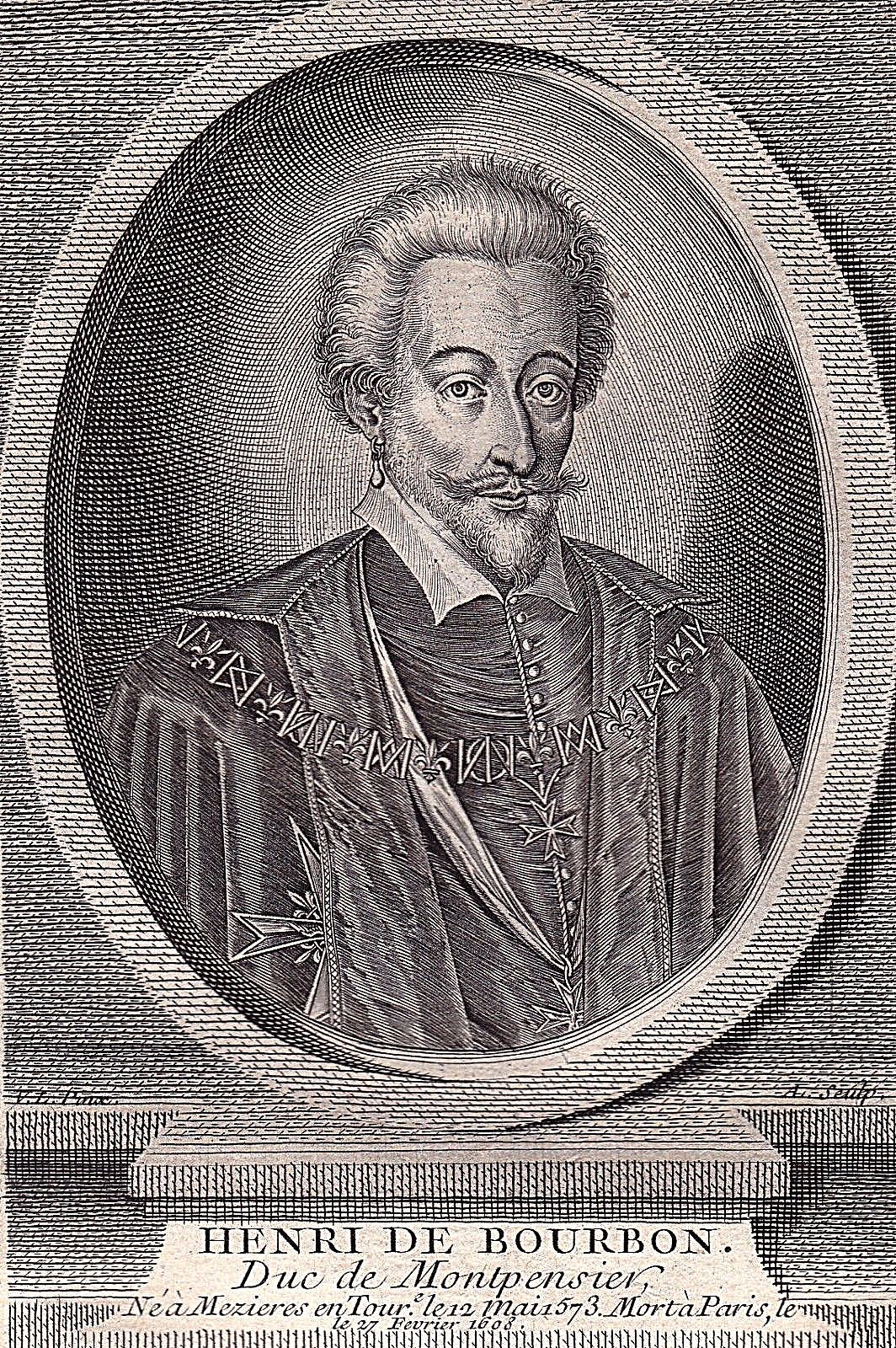
Henri de Montpensier

Les ligueurs Nantais ont gardé le souvenir des exactions de De Goust ; il eut aussi à se plaindre d'eux. À la fin de mars 1590, la municipalité de Nantes, se disant incommodée des courses continuelles des garnisons de Blain et de Glisson, demanda avec instance au duc de Mercœur, de s'emparer de ces deux places et surtout de Blain.

### Défait par Mercœur, puis gracié
En 1591, Blain, fut alors reconquis par les ligueurs de Mercœur grâce aux supplétifs espagnols. Plus de quatre mille soldats espagnols assiègent le château. Ils le canonnent au nord et ouvrent une brèche dans la Tour du Moulin. En réponse du Goûst met le feu à la tour. Les assaillants parviennent à forcer le passage ; les défenseurs, acculés dans la Tour de l'Horloge, se rendent. Le château est incendié à l'exception des tours du Connétable, de l'Horloge et du Pont-levis. De Goust achète sa vie sauve au prix de la reddition et de 60 000 livres qu'il offre au commandant Aguila. Mercœur l'envoie ramer dans ses galères, ainsi que son frère. En grande partie incendié, et pillé, le château de Blain ne se relèvera jamais entièrement de ces destructions. Quant au château de Goust, il avait déjà été entièrement pillé et détruit par les seigneurs de Kernezy et de Sévigné, agissant pour le comte de Mercœur, deux ans plus tôt. Il avait été pris d'ailleurs lors d'une expédition nantaise de 12 hommes avec un artilleur (Capitaine Martin CORNET) et deux couleuvrines pour la Ligue. Nicolas Travers mentionne la présence du curé de Cordemais accompagné de gens de Cordemais et de Malville. Après quelques discussions, à la vue de l'artillerie, la garnison du Goût commandée par le sieur Latimon obtient le droit de partir avant le pillage. La destruction des meubles de la mère de Jean de Montauban, Marguerite de Plouer semble avoir été l'activité principale motivée de Kernezy & Sévigné?

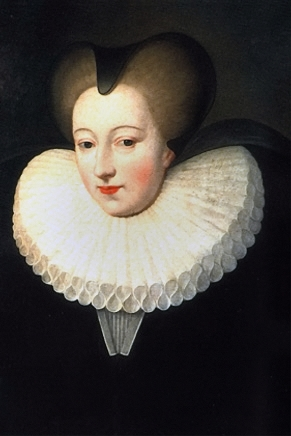
Catherine de Parthenay

En 1593, Charles et Jean De Goust s'évadèrent des galères de Mercœur lors d'une halte à Brest ; mais Jean de Goust fut repris et demeura semble-t-il, à Nantes, prisonnier du duc de Penthièvre. Il ne fut libéré qu'à la fin des hostilités de ce duc contre Henri IV. Compris nominativement dans l'édit de pacification du 20 mars 1598, il dut alors payer une rançon de 4 000 écus au duc de Mercœur (il obtint cependant de le faire sous six mois, tout en étant libéré par anticipation), ce qui fut alors considéré comme un jugement assez modéré.

### Le procès contre la mère des Rohan
En 1599, Catherine de Parthenay, veuve de René de Rohan, reprit enfin possession de son château de Blain, qu'elle trouva entièrement ruiné. Peu après, elle demanda à Henri IV de lui offrir la tête de De Goust, qu'elle tenait pour responsable de sa ruine. Irritée des effroyables dégâts occasionnés par l'obstination de Jean de Montauban contre la Ligue, elle collectionna en vue d'un procès les témoignages des bourgeois que De Goust avait rançonnés pendant son règne sur Blain. Il avait outrepassé les pouvoirs que le prince de Dombes lui avait donnés mais Henri IV voulut se montrer juste envers un capitaine qui s'était toujours montré loyal envers la couronne et refusa de le condamner. De Goust obtint par la suite des lettres patentes d'Henri IV, signées le 30 août 1599, qui lui accordaient son pardon pour fait de guerre. Il rentra dans son château, qu'il fit de nouveau fortifier en 1601, et reçut une garnison royale.
Les lettres d'Henri IV affirmaient :
« Henry, par la grâce de Dieu roy de France et de Navarre, à tous ceulx qui cestes présentes lettres verront, Salut. Nostre cher et bien amez Jehan de Montauban, écuyer sieur du Goust, nous a faict dire et remontrer qu'au commencement des derniers troubles, voyant la rébellion qui se fit contre notre service, il s'avisa de faire plusieurs entreprises sur ceux qui s'etaient eslevés en armes contre nous, notamment sur les chasteaux et places de Blain, Le Gâvre, Saint Mars de la Jaille, Espinay, le Buron, la Flaimeriais, les havres de Lavau, Donges, Couéron et autres, qui leur osta à force d'armes. Pendant lequel temps il a esté contraint pour la nécessité de nos affaires de permettre à ses soldatz la vie moings réglée qu'il n'eut désiré, afin de leur donner d'autant plus de couraige à courir sus à noz adversaires et incommoder leurs desseins; et bien que de tous les explectz de guerre qui ont estez par lui commis et les siens pour le bien de notre service, il ne doive avoir aucune plainte valable, si est ce que le dit exposant qui, pour s'estre toujours maintenu en l'obéissance naturelle qu'il nous doit, a fait plusieurs ennemys, craint que les dits actes comme rançons de prisonniers de toutes qualités, démantèlements, démolitions et bruslement de maisons en fait d'hostilité, prises de meubles et bétail sur les paroisses, et bourgades rebelles, levées de deniers tant ordinaires qu'extraordinaires et magasins, sur les commissions de notre très cher cousin le Duc de Montpensier et le sire de la Plunaudaye, corvées de toutes sortes, fascines, boys coupés et autres matières pour les fortifications et chauffages des dites places, décès de prisonniers es prisons et autres actes de guerre. Aulcuns de ses dits ennemis par surprise ou autrement, veulent faire informer et le travailler en procédures. C'est pourquoy il nous a supplyé et requis lui vouloir sur ce pourvoir de nos lettres et des charges nécessaires, humblement requérant icelles. À ces cauzes, désirant bien et favorablement traiter le dit de Monlauban sieur Du Goust et ne permettre que pour nous avoir fidèlement servi, il soit en peine ny ceux qu'il a eu sous son commandement pendant les dits troubles ; considéré mêmement les grandes et excessives pertes, dommages et ruines d'héritages et maisons qu'il a reçus en ses biens, outre la detemption de sa personne et emprisonnement entre les mains de nos dits adversaires l'espace de sept années. »
Le roi continuait :
«  Pour ces causes et autres bonnes et justes considérations à ce nous mouvants, nous avons dit et déclaré, disons et déclarons par ces dites présentes, que les prises et surprises des dits places et havres de Blain, Le Hâvre, Saint Mars de la Jaille, l'Espinay, le Buron, la Flaimeriais, de Lavau, Donges et autres, que le dit sieur Du Goust a prises sur nos dictz ennemis, ensemble les courses et autres exploits de guerre ci-dessus, que lui et ses dits soldatz ont fait es années à l'occasion des troubles et les dits démantèlement et démolitions, brûlements de maisons, prinses et meubles bestiail, levées de deniers tant ordinaires qu'extraordinaires, magasins et généralement toutes aultres choses cy-dessus spécifiées, fait comme dit est, pendant et à l'occasion des dits troubles, ont esté pour l'affection qu'ilz portent à nostre service, et en avons déchargé et déchargeons led. de Montauban sieur Du Goust et sesd. soldats auxquelz il a commandé. Défendons très-expressément à toutes personnes de quelque qualité qu'ilz soient, de les poursuivre, pour ce regard directement ou indirectement, mesme aux parties qui pourront prétendre y estre intéressées, et à noz procureurs généraulx ou leurs substituts présents et a venir, auxquels nous imposons silence en cet endroit, cassant et adnul- lant toutes charges, informations, decretz et autres qui pourraient être faites contre le dit exposant et les siens. Deffendons aussi à tous huissiers ou sergentz de mettre à exécution contre le dit exposant et les dits soldats et gens de guerre auxquels il a commandé comme dict est, aucuns decretz, sentences ou juge- mens, à peine de privation de leurs estatz. Sy donnons en mandement à nos amez et féaux les gens tenant notre Cour de parlement et chambre des Comptes en Brctaigne, généraux de nos finances et tous autres noz justiciers, officiers et subjeetz qu'il appartiendra, qu'ilz facent lire et enregistrer nos présentes lettres de descharges et du contenu en icelles ilz facent, souf- frent et laissent jouir et user le dit exposant et lesd. soldats auxquels il a commandé, pleinement et paisiblement, sans permettre qu'il leur soit fait, nui ou donné aucun trouble, destourbier ou empeschement au contraire. Car tel est notre plaisir, en témoin de quoi, nous avons fait mettre notre sceau. Donné à Bloys le trentième jour d'Août l'an de grâce mil cinq cens quatre vingtz et dix neuf, et de nostre règne le onzième. Ainsy signé Henry »

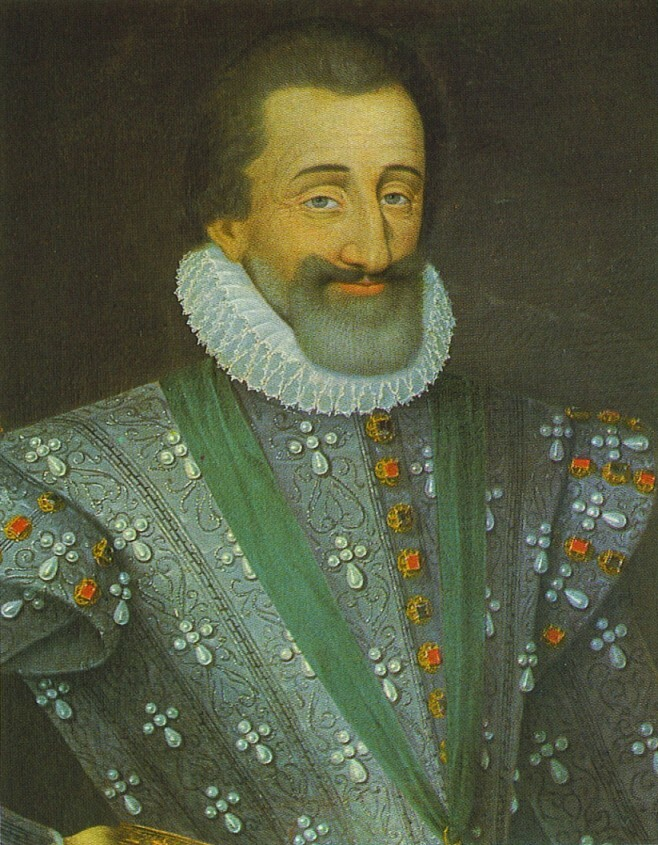
Henri IV

On juge du dépit qu'en éprouva la Mère de Rohan. Il ne semble pas qu'elle ait bénéficié en l'occurrence du soutien de son ancien précepteur, le mathématicien François Viète, alors maître des requêtes et bien en cour auprès du roi Henri IV, dont il était le déchiffreur.

### Conclusion
Jean de Montauban fut un personnage hors du commun. Il est injustement tombé dans l'oubli. Il sut faire les justes choix face à une époque troublée dont la lecture est encore difficile aujourd'hui. Élevé dans l'environnement très protestant breton, des “huguenottières” de la Loire, il a dû soit être sous une influence protestante, soit bénéficier éventuellement d'une éducation catholique critique. Il semble sans doute aujourd'hui difficile de voir une influence protestante sur le Sillon de Bretagne, mais il y avait des protestants. On trouvait des communautés à Bouée, à Besné, à Donges, à Cesmes, à La Paquelais, à Sautron et à Orvault. Que sont-ils devenus ? On les retrouve, comme le dit Joxe, à La Rochelle et aux îles. D'autres partiront sur le nouveau continent, mais aussi en Irlande, en Hollande, en Angleterre, en Allemagne et en Prusse. Peu importe d'ailleurs, même s'ils ont fourni les soldats des conflits (à Blain, au Goût et en d'autres endroits avec succès), on n'en a plus trace aujourd'hui.
Les Ligueurs en Bretagne ont la particularité d'être des agents de l'étranger -- la Ligue ira même jusqu'à battre monnaie...--, agissant plus ou moins ouvertement pour l'Espagne, la grande puissance du moment. Le camp des Ligueurs comprend d'ailleurs pour la Bretagne de nombreux "autonomistes", par exemple Kercourtois et ses paysans du Trégor vont tomber dans des jacqueries obscures mais fratricides. Ils ont été abusés par la position espagnole qui leur promettait de recréer le Duché avec comme duchesse une des filles de Philippe II, l'infante Isabella Clara Eugenia (archives espagnoles). L'engagement espagnol est important car les Espagnols comptent sur la Bretagne comme base militaire aussi bien pour la guerre des Pays-Bas que pour les futurs débarquements en Irlande et en Angleterre. Le camp des Ligueurs comprend aussi des "zélotes et des sicaires" -- le bon exemple en est Jacques Clément, assassin  de Henri III et bénéficiant de l'approbation du pape Sixte Quint -- qui vont semer la mort partout avec la bénédiction des autorités catholiques, voire avec leur participation. Le banditisme va prospérer dans cette anarchie de la Ligue, La Fontenelle en est un bon exemple, car il en provient. On se rappelle ses crimes, immenses. La comparaison de La Fontenelle avec Le Goût est ridicule et hors de proportion, de même que la réaction de Madame de Rohan. De toute façon, Le Goût -- contrairement à La Fontenelle -- n'avait rien amassé. Jean de Montauban aurait tout perdu s'il n'y avait eu cette intervention tardive de Henri IV en sa faveur... relire la lettre plus haut.
On dit Jean de Montauban protestant ; mais en 1590, il a été le parrain d'un baptême -- attention toutefois, le baptême a été pendant très longtemps un rite partagé entre réformés et catholiques ; les premiers vont se distinguer par l'emploi de prénoms bibliques -- et semble avoir fait plutôt partie -- du moins vers la fin de sa vie -- des catholiques modérés ayant préféré le parti du roi et l'unité du royaume au règne unique d'une seule religion sur un royaume déchiré. Cette position est largement partagée chez les anciens combattants royalistes, même ceux d'ailleurs dont le protestantisme était officiel. Les royalistes protestants dans une grande majorité vont calquer pour beaucoup leur position sur celle du Roi. En effet, déjà, les anciens combattants de la noblesse, quel que soit leur camp, vont perdre gros ; les nobles ruraux se sont endettés hors de proportion pour suivre la guerre. Ils seront remplacés par les bourgeois qui leur ont prêté les moyens de leur équipement et donc ont prospéré pendant le conflit. La liberté religieuse est un plus, sans doute. En Bretagne occupée par des troupes espagnoles, il a suffi aux combattants du camp royaliste d'avoir évité la conquête espagnole et ne pas se retrouver dans leur pays sous leur joug comme aux Pays-Bas. On connait l'intervention espagnole du duc d'Albe en Hollande dont les conséquences épouvantables en perte de vies humaines sont encore citées comme une ignoble infamie dans tous les livres et sites d'Histoire, quelle que soit par ailleurs la confession de leurs auteurs. Mercœur restera dans l'histoire comme une créature des Espagnols, Fourché, maire de Nantes, un de ses collaborateurs ancien du personnel des finances royales, s'empressera de la lâcher, sans aucune retenue pour une sinécure. Basé à Bouvron, ce personnage -- un peu répugnant car certainement corrompu ou corruptible -- apparaît comme l'ennemi intime de Montauban. De toutes manières, ce Fourché, ne peut pas être un héros positif, son intérêt immédiat est toujours placé en premier.
Merci donc, Jean de Montauban, héros breton et français pour cette contribution aux libertés publiques.

## Sources
- Bulletin de la Société archéologique et historique de Nantes et de Loire-Atlantique (1845)

- Roger Joxe (préf. Henri Lavagne), Les Protestants du comté de Nantes au seizième siècle et au début du dix-septième siècle, Marseille, Jeanne Laffitte, 1982, 328 p. (BNF 36264135)

- la Ligue en Bretagne de Le Goff

- Histoire civile politique et religieuse de la ville et du comté de Nantes

par Nicolas TRAVERS (pages sur la Ligue)
- Info Bretagne.

- Barzaz Breiz par Hersant de la Villemarqué, chant: les ligueurs et suivant.

- Authority & society in Nantes during the French wars of religion (1558-1598) by Elisabeth TINGLE.

- Agrippa d'Aubigné : Histoire universelle, Livre 6 Par ,André Thierry

- Le Château du Goust site

- Le site du Nonagone